# 黃新財
黃新財（1959年—），台灣新北市三重區人，主修低音提琴、指揮及作曲，為國樂作曲家。

## 生平
- 1980年畢業於國立藝專國樂科，主修低音提琴，師承計大偉先生
- 1982年 通過教育部音樂公費留學考試
- 1985年 以演奏首獎畢業於法國國立巴黎高等音樂暨舞蹈學院（Conservatoire national supérieur de musique et de danse de Paris），師承Jean-Marc Rollez 先生
- 回國後歷任聯合實驗管弦樂團(現為國家音樂廳交響樂團)低音提琴首席、台北愛樂管弦樂團低音提琴首席。
- 現任職於國立台灣藝術大學中國音樂學系主任

## 主要作品
- 合奏曲
  - 《戲劇風隨想曲》
  - 《蓮》
  - 《陝北三韻》
  - 《蕊蒐拉蕊》
  - 《上元印象》
- 交響詩
  - 《將進酒》

•嗩吶協奏曲
《歌子幻想曲》
- 笛子協奏曲
  - 《山》、《後山音》
- 中胡協奏曲
  - 《菅芒》
- 管樂重奏
  - 《節》、《管樂歌聲I》
- 弦樂重奏
  - 《憶》
- 彈撥樂合奏
  - 《秋之奏鳴》
- 室內樂
  - 《灞上秋居》
  - 《淡水濃情》
  - 《水調歌頭》
  - 《驛》
- 歷年臺灣燈會主燈配樂
- 個人創作專輯唱片
  - 《蓮心》